# Lipstick on the Mirror
Lipstick on the Mirror è l'album di debutto del gruppo post grunge statunitense Pop Evil.

## Tracce
1. Hero – 3:32
2. Breathe – 3:23
3. Shinedown – 3:40
4. 100 in a 55 – 4:12
5. Somebody Like You – 3:42
6. 3 Seconds to Freedom – 3:20
7. Another Romeo & Juliet – 4:36
8. Stepping Stone – 3:39
9. Jupiter in June – 3:56
10. One More Goodbye – 3:57
11. Ready or Not – 3:34
12. Hard Highway – 3:38
13. Hey Mister – 3:57
14. Somebody Like You (Acoustic Traccia nascosta) – 3:57
15. Stepping Stone (Acoustic Traccia nascosta) – 4:04

## Formazione
- Dylan Allison – batteria
- Matt Dirito – basso
- Dave Grahs – chitarra
- Tony Greve – chitarra
- Leigh Kakaty – voce

## Classifiche
| Classifica         | Posizione massima |
| ------------------ | ----------------- |
| US Top Heatseekers | 12                |